# Plankskinn
Plankskinn (Amyloathelia crassiuscula) är en svampart som beskrevs av Hjortstam & Ryvarden 1979. Plankskinn ingår i släktet Amyloathelia och familjen Amylocorticiaceae.  Arten är reproducerande i Sverige. Inga underarter finns listade i Catalogue of Life.